# Epidendrum compressum
Epidendrum compressum es una especie de orquídea epífita del género Epidendrum. 

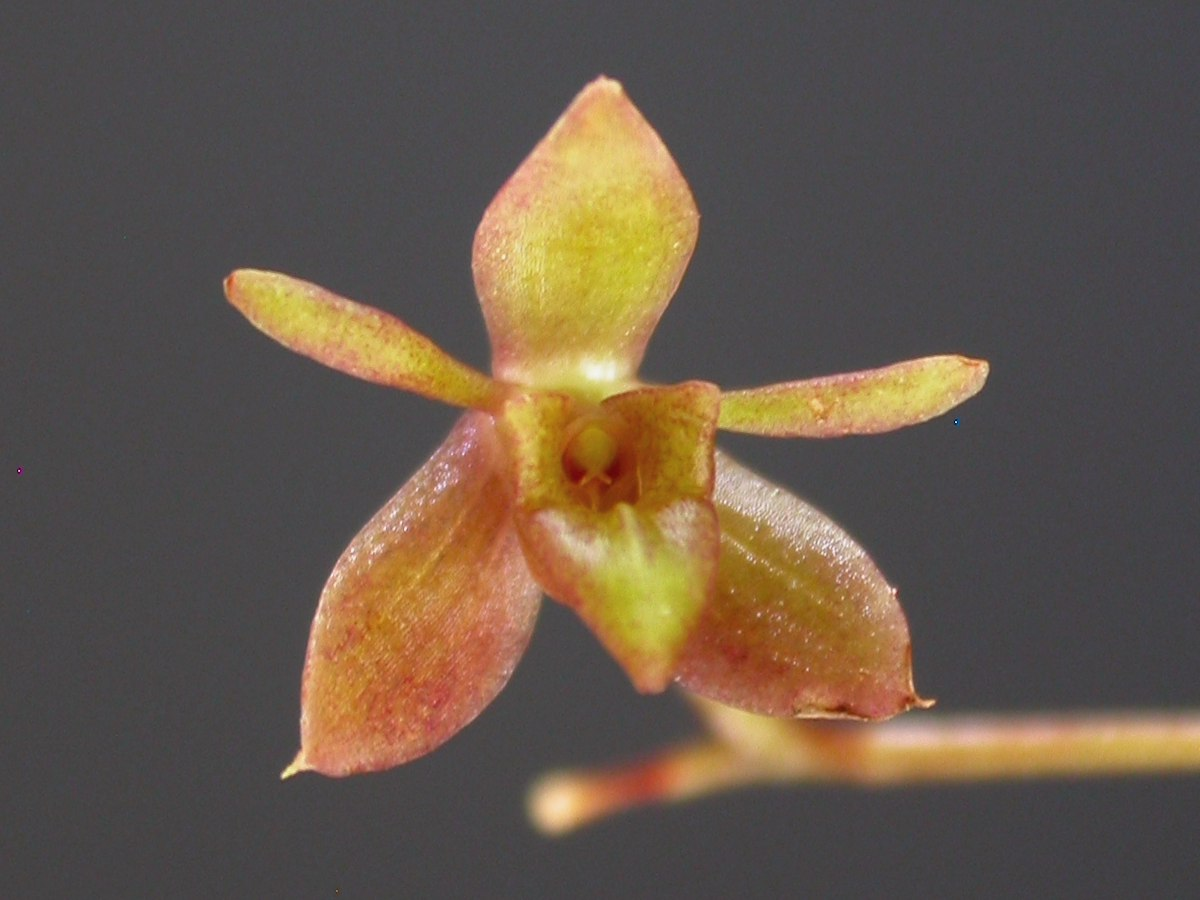
Detalle de la flor

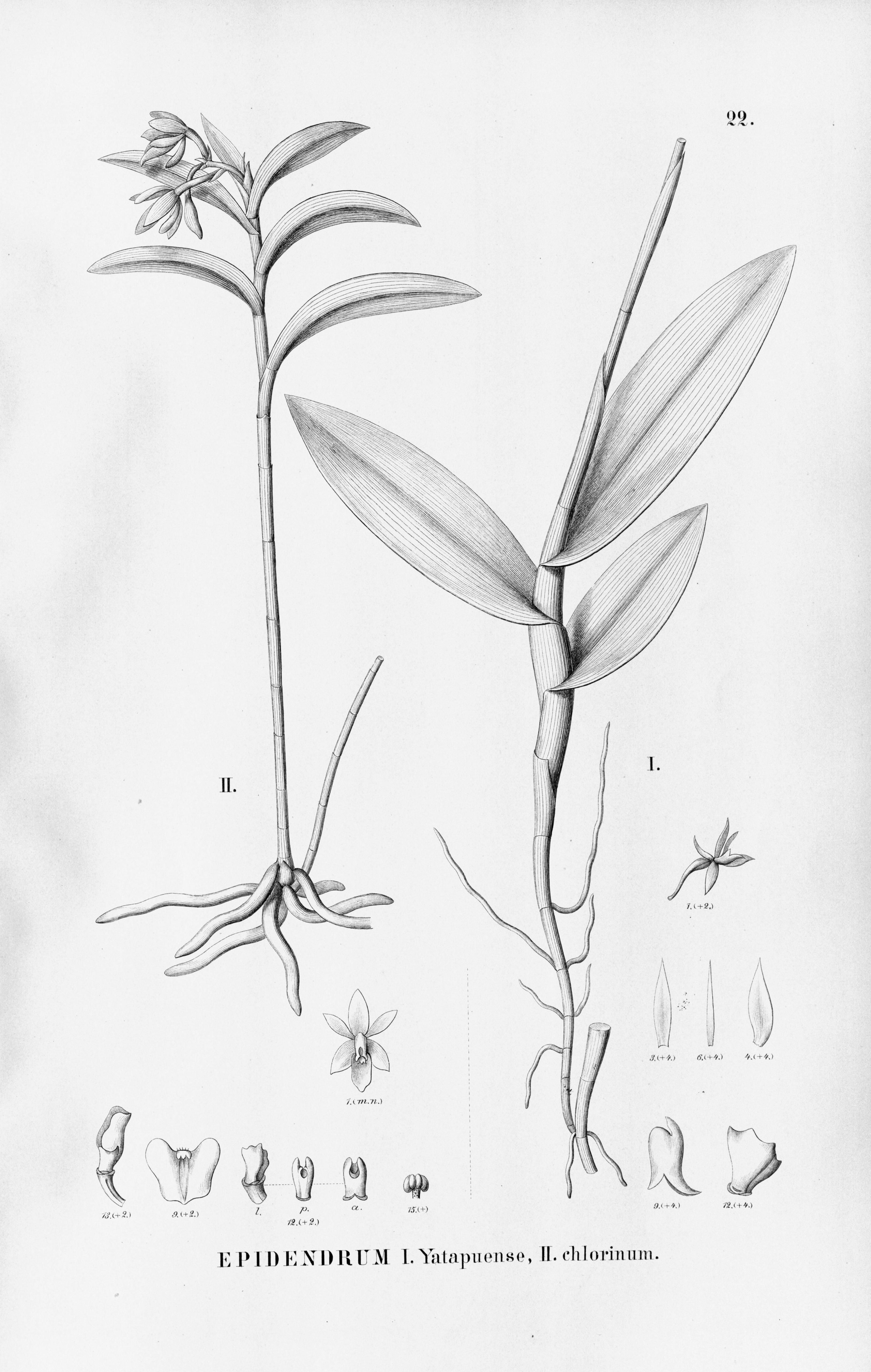
Ilustración

## Descripción
Es una orquídea epífita; como un tamaño pequeño, que prefiere el clima  caliente. Tiene tallos  basalmente teretes,  y comprimidos por encima  envueltos completamente por  vainas y que lleva 3 a 4 hojas elípticas, basalmente conduplicadas, agudo-acuminadas que se orientan en el mismo plano y florece en la naturaleza en el invierno y principios de primavera en una inflorescencia terminal, erecta y luego arqueada,  laxamente paniculada.

## Distribución y hábitat
Se encuentra en Trinidad, Venezuela, Colombia, Ecuador, Perú y Bolivia en los bosques húmedos de montaña en altitudes de 50 a 1700 metros.

## Taxonomía
Epidendrum compressum fue descrita por August Heinrich Rudolf Grisebach y publicado en Flora of the British West Indian Islands 617. 1864.
Etimología
Ver: Epidendrum
compressum: epíteto latino que significa "comprimido".
Sinonimia
- Epidendrum guentherianum Kraenzl.
- Epidendrum laxum Poepp. & Endl.
- Epidendrum laxum var. mocoanum Schltr.
- Epidendrum macrothyrsus F.Lehm. & Kraenzl.
- Epidendrum yatapuense Barb.Rodr.
- Minicolumna laxa Brieger
- Minicolumna yatapuensis (Barb.Rodr.) Brieger[4][5]